# Miss Universe Mexico 2025
Miss Universe Mexico 2025 será la 2.ª edición del certamen Miss Universe Mexico el cual se realizará en la Sala Plácido Domingo del Conjunto Santander de Artes Escénicas de la ciudad de Zapopan, Jalisco el sábado 13 de septiembre del 2025. Treinta y dos candidatas de toda la República Mexicana competirán por el derecho de representar al país en Miss Universo 2025 en Tailandia. Al final del evento María Fernanda Beltrán Miss Universe Mexico 2024 de Sinaloa coronará a su sucesora.

## Antecedentes

### Selección y presentación de candidatas
El 19 de enero de 2025 se lanzó la convocatoria para aspirar a ser una de las 32 candidatas a la corona de Miss Universe Mexico A partir del día 13 de marzo de 2025 se revelaron a las 32 candidatas que competirían en la final nacional de este año, ex reinas de belleza, modelos y profesionistas fueron designadas sin importar el estado de nacimiento. El día 29 de mayo de 2025 se hizo la presentación y coronación oficial como reinas estatales desde el Palacio de Gobierno de Jalisco en la ciudad de Guadalajara, así mismo se hizo la develación del nuevo diseño de las coronas estatales y de la corona nacional que portará la ganadora de la edición 2025 concebida como "un símbolo de unidad y orgullo para todos los mexicanos" pues está inspirada en el águila real, símbolo del país.

## Resultados
| Posición                  | Candidata   |
| Miss Universe Mexico 2025 | -           |
| 1.ª Finalista             | -           |
| 2.ª Finalista             | -           |
| 3.ª Finalista             | -           |
| 4.ª Finalista             | -           |
| Top 10                    | - - - - -   |
| Top 16                    | - - - - - - |

## Candidatas
| Estado              | Candidata                         | Edad | Estatura | Residencia              |
| Aguascalientes      | Linda Hermosillo Gallegos         | 24   | 1.80     | Calvillo                |
| Baja California     | Leslie Alejandra González Meza    | 28   | 1.75     | Tijuana                 |
| Baja California Sur | Isabel Chávez                     | 24   | 1.69     | La Paz                  |
| Campeche            | Litzy Nayomi Subías Espinoza      | 23   | 1.70     | Guadalupe y Calvo       |
| Chiapas             | Fernanda Castro                   | 31   | 1.78     |                         |
| Chihuahua           | Priscila Grado Quiñónez           | 27   | 1.70     | Chihuahua               |
| Ciudad de México    | Ana Karen Cervantes Zolorio       |      | 1.75     | Ciudad de México        |
| Coahuila            | Karen Ferreira Martínez           | 25   | 1.84     | Cuatrociénegas          |
| Colima              | Marcela Corona Verduzco           | 24   | 1.84     | Tecomán                 |
| Durango             | Valeria Antuna Cuevas             | 22   | 1.68     | Durango                 |
| Estado de México    | Aylin Rubí Barajas Rebollar       | 26   |          | Ciudad de México        |
| Guanajuato          | Yesenia Macías Atilano            | 33   | 1.79     | Guadalajara             |
| Guerrero            | Isabel Aurora Ruiz Gómez          | 24   | 1.72     | Acapulco                |
| Hidalgo             | Fernanda Castillo                 | 31   | 1.78     | Puebla                  |
| Jalisco             | Yoana Gutiérrez Vázquez           | 30   | 1.78     | San Miguel el Alto      |
| Michoacán           | Fedra Alondra Pérez Solís         | 26   | 1.70     | Ciudad Hidalgo          |
| Morelos             | Ana Sofía Velázquez Jiménez       | 26   | 1.70     | Tepic                   |
| Nayarit             | Ana Rosario Ramírez Murillo       | 27   | 1.65     | Santiago Ixcuintla      |
| Nuevo León          | María Fernanda Vázquez Villalobos | 22   | 1.73     | Atotonilco              |
| Oaxaca              | Vanessa Ponce Orozco              |      |          | San Ignacio Cerro Gordo |
| Puebla              | Camila Canto Vera                 | 24   | 1.75     | Puebla                  |
| Querétaro           | Begoña Oviedo Guadarrama          | 27   | 1.74     | Salamanca               |
| Quintana Roo        | Michelle Domínguez                | 28   | 1.70     | Cancún                  |
| San Luis Potosí     | Alejandra Díaz de León Soler      | 25   | 1.78     | San Luis Potosí         |
| Sinaloa             | Marisol Gutiérrez Félix           | 22   | 1.71     | Ahome                   |
| Sonora              | Celeste Hidalgo Lizárraga         | 27   | 1.80     | Mexicali                |
| Tabasco             | Fátima Bosch Fernández            | 24   | 1.74     | Teapa                   |
| Tamaulipas          | Lorena Edith López Pulido         | 28   | 1.69     | Reynosa                 |
| Tlaxcala            | María Elena Roldan Gutiérrez      | 30   | 1.70     | Chiautempan             |
| Veracruz            | Fernanda Gómez Ramos              | 24   | 1.65     | Veracruz                |
| Yucatán             | Emiré Arellano Escalante          | 29   | 1.70     | Mérida                  |
| Zacatecas           | María Guadalupe Ramírez Delgado   | 24   | 1.82     | Fresnillo               |

## Crossovers
| Miss Mundo - 2023: San Luis Potosí - Alejandra Díaz de León Miss Grand Internacional - 2017: Jalisco - Yoana Gutiérrez (Top 20) Miss Global - 2025: Sinaloa - Marisol Gutiérrez The Miss Globe - 2019: San Luis Potosí - Alejandra Díaz de León (Ganadora) Top Model of the World - 2022: Michoacán - Fedra Pérez Miss Elite - 2021: Veracruz - Fernanda Gómez (Ganadora) Miss Orb International - 2022: Puebla - Camila Canto (Ganadora) Miss Fire World International - 2024: Sinaloa - Marisol Gutiérrez (Ganadora) Miss Piel Dorada Internacional - 2015: Guanajuato - Yesenia Macías (Ganadora) Miss Sea World - 2019: Tlaxcala - Elena Roldán (Ganadora) Teen Universe - 2021: Aguascalientes - Linda Gallegos (1.ª Finalista) - Representando a Riviera Maya Miss Teen Earth - 2015: Nayarit - Ana Ramírez (Miss Teen Earth-Fire) Miss México - 2024: Coahuila - Karen Ferreira (Top 16) - 2023: Durango - Valeria Cuevas - 2023: San Luis Potosí - Alejandra Díaz de León (Ganadora) - 2021: Guerrero - Isabel Ruiz - 2021: Michoacán - Fedra Pérez (Top 10) - Representando a Tlaxcala - 2016: Jalisco - Yoana Gutiérrez (Top 5) Mexicana Universal - 2022: Zacatecas - María Ramírez - 2020: Puebla - Camila Canto (3.ª Finalista) Miss Earth México - 2021: Tlaxcala - Elena Roldán (Miss Earth México-Water) - 2019: San Luis Potosí - Alejandra Díaz de León (Miss Earth México-Water) - 2018: Quintana Roo - Michelle Domínguez Miss Grand México - 2023: Tlaxcala - Elena Roldán (No Compitió) - Representando a Zacatecas Miss Piel Dorada México - 2014: Guanajuato - Yesenia Macías (Ganadora) - Representando a Jalisco Reina Turismo México - 2017: Chihuahua - Priscila Grado (Top 9) - 2015: Guanajuato - Yesenia Macías (Top 5) Miss Fire World México - 2023: Sinaloa - Marisol Gutiérrez (Ganadora) Miss Playa Mundial México - 2019: Durango - Valeria Cuevas (Ganadora) Señorita México Cultura y Tradición - 2019: Tlaxcala - Elena Roldán (Ganadora) Miss Beauty México - 2018: Durango - Valeria Cuevas La Flor más Bella del Campo - 2023: Campeche - Litzy Subías (Ganadora) - Representando a Chihuahua Teen Universe México - 2021: Aguascalientes - Linda Gallegos (Teen Universe Riviera Maya) - 2017: Aguascalientes - Linda Gallegos (No Compitió) - 2017: Veracruz - Fernanda Gómez Miss Galaxy USA - 2018: Tamaulipas - Lorena López (4.ª Finalista) - Representando a Texas Miss Chihuahua - 2023: Campeche - Litzy Subías (1.ª Finalista) Miss Coahuila - 2023: Coahuila - Karen Ferreira (Ganadora) Miss Durango - 2021: Durango - Valeria Cuevas (Designada) Miss Guerrero - 2019: Guerrero - Isabel Ruiz (Designada) - 2018: Guerrero - Isabel Ruiz Miss Jalisco - 2016: Jalisco - Yoana Gutiérrez (Designada) Miss Michoacán - 2019: Michoacán - Fedra Pérez Miss Quintana Roo - 2018: Quintana Roo - Michelle Domínguez Miss San Luis Potosí - 2021: San Luis Potosí - Alejandra Díaz de León (Ganadora) Miss Tlaxcala - 2019: Michoacán - Fedra Pérez (Designada) Mexicana Universal Chihuahua - 2021: Chihuahua - Priscila Grado (2.ª Finalista) Mexicana Universal Ciudad de México - 2023: Estado de México - Rubí Barajas | Mexicana Universal Jalisco - 2021: Nuevo León - Fernanda Vázquez (1.ª Finalista) Mexicana Universal Nayarit - 2023: Morelos - Sofía Velázquez (2.ª Finalista) - 2021: Nayarit - Ana Ramírez (1.ª Finalista) Mexicana Universal Puebla - 2019: Puebla - Camila Canto (Ganadora) Mexicana Universal Quintana Roo - 2017: Quintana Roo - Michelle Domínguez (2.ª Finalista) Mexicana Universal Tamaulipas - 2021: Tamaulipas - Lorena López - 2019: Tamaulipas - Lorena López Mexicana Universal Tlaxcala - 2019: Tlaxcala - Elena Roldán (1.ª Finalista) Mexicana Universal Veracruz - 2022: Tamaulipas - Lorena López Mexicana Universal Zacatecas - 2021: Zacatecas - María Ramírez (Designada) Nuestra Belleza Guanajuato - 2011: Guanajuato - Yesenia Macías (2.ª Finalista) Nuestra Belleza Jalisco - 2014: Guanajuato - Yesenia Macías Nuestra Belleza Yucatán - 2016: Yucatán - Emiré Arellano Miss Earth Quintana Roo - 2018: Quintana Roo - Michelle Domínguez (Ganadora) Miss Earth San Luis Potosí - 2019: San Luis Potosí - Alejandra Díaz de León (Ganadora) Miss Earth Tlaxcala - 2020: Tlaxcala - Elena Roldán (Designada) Miss Grand Zacatecas - 2023: Tlaxcala - Elena Roldán (Designada) Miss Piel Dorada Jalisco - 2014: Guanajuato - Yesenia Macías (Designada) Reina Turismo Chihuahua - 2017: Chihuahua - Priscila Grado (Designada) Reina Turismo Jalisco - 2015: Guanajuato - Yesenia Macías (Designada) Señorita Tlaxcala - 2019: Tlaxcala - Elena Roldán (Ganadora) Miss Fire World Sinaloa - 2023: Sinaloa - Marisol Gutiérrez (Designada) Miss Playa Mundial Durango - 2019: Durango - Valeria Cuevas (Designada) Miss Beauty Durango - 2018: Durango - Valeria Cuevas (Designada) Teen Universe Aguascalientes - 2020: Aguascalientes - Linda Gallegos (Ganadora) - 2017: Aguascalientes - Linda Gallegos (Ganadora) Teen Universe Veracruz - 2017: Veracruz - Fernanda Gómez (Ganadora) Miss Texas Galaxy - 2018: Tamaulipas - Lorena López (Ganadora) Miss McAllen Galaxy - 2018: Tamaulipas - Lorena López (Ganadora) Embajadora de la Cultura Tepic - 2019: Nayarit - Ana Ramírez (Ganadora) Embajadora y Reina de la Feria Nacional del Sarape - 2019: Tlaxcala - Elena Roldán (Ganadora) Flor Tabasco - 2018: Tabasco - Fátima Bosch (Ganadora) La Flor del Campo Chihuahua - 2023: Campeche - Litzy Subías (Ganadora) Reina de la Feria de Nayarit - 2019: Nayarit - Ana Ramírez Embajadora de la Feria de Todos los Santos Colima - 2022: Colima - Marcela Corona Reina de las Fiestas de Santa Ana - 2018: Veracruz - Fernanda Gómez (Doncella del Mar) Reina del Carnaval Acapulco - 2023: Guerrero - Isabel Ruiz (1.ª Finalista) Reina de la Feria del Limón Tecomán - 2022: Colima - Marcela Corona (Ganadora) Reina de la Feria Nacional de la Guayaba - 2022: Aguascalientes - Linda Gallegos (Ganadora) Señorita Turismo Región de los Altos - 2024: Oaxaca - Vanessa Ponce (Top 5) - 2019: Nuevo León - Fernanda Vázquez - 2013: Jalisco - Yoana Gutiérrez (Ganadora) - 2010: Guanajuato - Yesenia Macías (Ganadora) Señorita Atotonilco el Alto - 2019: Nuevo León - Fernanda Vázquez (Ganadora) Señorita Lagos de Moreno - 2010: Guanajuato - Yesenia Macías (Ganadora) Señorita San Ignacio Cerro Gordo - 2023: Oaxaca - Vanessa Ponce (Ganadora) Señorita San Miguel el Alto - 2012: Jalisco - Yoana Gutiérrez (Ganadora) |